# Камыш-Бурунская бухта
Камыш-Бурунская бухта — незамерзающая бухта в Керченском проливе Азовского моря Бухта находятся под постоянным антропогенным влиянием и относится к загрязненным районам Азовского моря. Глубина бухты — до 8 метров.

## География
Северо-восточной границей бухты является мыс Камыш-Бурун и Камыш-Бурунская коса на северо-западе. В южной части бухты находится порт Камыш-Бурун. В античное время на месте бухты располагался неглубокий широкий залив, наберегу которого располагались города Тиритака и Нимфей. Впоследствии, в результате размыва берега, он заполнился осадочным материалом, образовавшим в том числе и Камыш-Бурунскую косу.

## Название
Топоним происходит из тюркских языков, от названия травы камыш и слова «бурун», имеющего значения 'нос, клюв, выступ'.

## Геология
Берег в районе бухты между мысом Камыш-Бурун и озером Тобечик отступает со скоростью 0,4-0,9 м/год. В прибрежной зоне бухты преобладают песчаные и суглинистые почвы.

## Флора
Флора водорослей Камыш-Бурунской бухты довольно бедная.